# 苏帕尔鱼龙属
苏帕尔鱼龙属（学名：Sumpalla）是种大眼鱼龙科的鱼龙类，化石发现于阿根廷晚侏罗世殁牛组。属下包括单一物种阿根廷苏帕尔鱼龙（Sumpalla argentina）。2021年描述为新属之前，其正模标本曾被认为属于阿戈尔鱼龙。